# عبد الله قشرة
عبد الله قشرة( من مواليد 31 يناير 1945) لاعب كرة قدم جزائري سابق. شارك في بطولة كأس الأمم الأفريقية 1968 بإثيوبيا، وهي المشاركة الأولى للمنتخب الجزائري..

## التتويجات

### النوادي
- فاز بالبطولة الوطنية الجزائرية مرة واحدة مع مولودية وهران عام 1971
- فاز بكأس الجزائر مرة واحدة مع مولودية وهران عام 1975